# Stoodleigh
Stoodleigh est un village et une paroisse civile du Devon, situé dans le sud-ouest de l'Angleterre.

## Géographie
Stoodleigh est un village du Devon, un comté du Sud-Ouest de l'Angleterre. Il est situé à 10 km au nord de Tiverton et à 8 km au sud de Bampton.
Au Moyen Âge, Stoodleigh relève du hundred de Witheridge (en). Après l'abandon du système des hundreds, il est rattaché au district rural de Tiverton (en) de 1894 à 1974, puis au district non métropolitain du Mid Devon depuis 1974.

## Démographie
Au recensement de 2011, la paroisse civile de Stoodleigh comptait 316 habitants.
| Année | Population |
| ----- | ---------- |
| 1801  | 355        |
| 1811  | 434        |
| 1821  | 466        |
| 1831  | 524        |
| 1841  | 513        |
| 1851  | 480        |
| 1881  | 440        |
| 1891  | 398        |
| 1901  | 369        |
| 1911  | 389        |
| 1921  | 320        |
| 1931  | 300        |
| 1951  | 265        |
| 1961  | 278        |
| 2011  | 316        |